# Lola B2K/40
La Lola B2K/40  è una vettura sport-prototipo da competizione costruita nel 2000 per la categoria SR2 in base ai regolamenti FIA Sportscar e del Grand American Road Racing Championship. La vettura in seguito è stata  modificata e aggiornata per rientrare nella categoria LMP2 della Le Mans Series, American Le Mans Series e della 24 Ore di Le Mans.

## Palmarès
- Campione FIA Sportscar nella categoria SR2 nel 2001 con il Team Sweden Sportsracing
- Campione della Rolex Sports Car Series nella categoria PRS2 nel 2002 con Risi Competizione
- Campione della American Le Mans Series nella classe LMP2 nel 2004 con Miracle Motorsports
- Vincitore della 24 Ore di Le Mans nella categoria LMP2 nel 2000 con Multimatic Motorsport[1] e nel 2004 con Intersport Racing